# Trận sông Lys (1918)
Trận sông Lys - theo sử sách Anh Quốc (còn gọi là Chiến dịch tấn công Lys, Trận Ypres lần thứ tư, Trận Flanders lần thứ ba - theo sử sách Pháp, hoặc là Chiến dịch Georgette (tiếng Pháp: 3ème Bataille des Flandres), được người Bồ Đào Nha gọi là Batalha de La Lys) là một trong những chiến dịch của Quân đội Đế quốc Đức trong cuộc Tổng tấn công Mùa xuân 1918 do Thượng tướng Bộ binh Erich Ludendorff phát động, lấy được rất nhiều lãnh thổ từ tay quân Hiệp Ước trên Mặt trận phía Tây của Chiến tranh thế giới thứ nhất. Cuộc tấn công này gây cho người Anh lo sợ, với mức độ còn hơn cả Chiến dịch Michael trước đó. Trận đánh thể hiện hiệu quả cao của Lực lượng Bão tố của Đức, và đã từng đẩy quân Anh cùng với quân Bồ Đào Nha vào tinh thế vô cùng nguy kịch, thậm chí một số đơn vị quân Bồ Đào Nha đã bị xóa sổ. Trận sông Lys được xem là một thắng lợi chiến thuật rực rỡ cho quân Đức, song họ phải hứng chịu tổn thất nặng nề. Nhân lực của Đức đã gần đến hồi kiệt quệ, cho dù phe Hiệp Ước cũng chịu thiệt hại không nhỏ. Trong liên quân Hiệp Ước, quân Bồ Đào Nha bị quân Đức tàn sát dữ dội trong chiến dịch này.

## Tổng quan
Sau khi phát động Chiến dịch Mùa xuân năm 1918, quân Đức giành thắng lợi chiến thuật lớn trong Chiến dịch Michael, nhưng không chọc thủng được thể nào chọc thủng phòng tuyến phe Hiệp Ước. Tiếp theo đó, Ludendorff lại tổ chức Chiến dịch Georgette, và ra lệnh cho Thái tử Rupprecht xứ Bayern lập kế hoạch cho chiến dịch này. Chiến dịch này diễn ra từ ngày 9 (sinh nhật của Ludendorff) cho tới ngày 29 tháng 4 năm 1918. Quân đội Đức nhằm mũi tiến công vào Tập đoàn quân số 1 của Anh do tướng Henry Horne chỉ huy và Tập đoàn quân số 2 của Anh do tướng Herbert Plumer chỉ huy ở khu vực Flanders, với 61 Sư đoàn của Tập đoàn quân số 4 của Đức do tướng Sixth von Amin chỉ huy và Tập đoàn quân số 6 của Đức do tướng Ferdinand von Quast chỉ huy, trong đó có cả 11 Sư đoàn đã tham gia Chiến dịch Michael. Quân Đức tấn công bất ngờ va giành được lợi thế lớn. Dọc theo sông Lys, quân Đức với ưu thế tuyệt đối đã chiếm được vô số đất đai từ tay Tập đoàn quân số 1 của Anh, đánh tan nát 2 sư đoàn Bồ Đào Nha của tướng Horne và tiến quân suốt 12 km chỉ trong 5 ngày, lấy được thêm nhiều lãnh thổ. Dù đã kháng cự dữ dội, quân Anh thảm bại, khiến cho Đại tướng Douglas Haig lo sợ và Chính phủ Luân Đôn tuyên bố tình thế khủng hoảng trầm trọng. Sau đại bại, Haig cầu viện Tổng thống lĩnh Ferdinand Foch - Tổng tư lệnh liên quân Hiệp Ước, nhưng Foch từ chối.
Song, cho dù quân Đức ngày càng đẩy quân của Horne lùi xa, Haig trong tuyệt vọng đã khuyến khích cho các binh sĩ Anh cố gắng kháng trả bằng bài diễn văn nổi tiếng của ông. Ngoài ra, ông có đủ quân trừ bị, và 2 Sư đoàn Anh cùng với một Sư đoàn Úc đã tiếp viện và củng cố phòng tuyến của mình. Quân Anh đã giữ được phòng tuyến và Foch tăng viện thêm hai ba sư đoàn Pháp đến giải nguy cho Plumer. Ở hướng Bắc, khi quân Bỉ vào trận, quân Đức tiếp tục tiến công và chiếm lại được cao nguyên Passchendaele, thẳng tiến về đống đổ nát của thị trấn Ypres. Foch tiếp tục tăng viện hai Sư đoàn Pháp cho Plumer. Tuy nhiên, quân Pháp không phản công theo yêu cầu, và quân Đức nhanh chóng quét sạch quân Pháp ra khỏi cứ điểm. Ở hướng Bắc, quân Pháp thua lớn và quân Đồng minh Anh - Bỉ phải chịu đựng mũi giùi của cuộc tấn công của quân Đức. Chiến dịch này kết thúc với thắng lợi nhỏ nhoi của quân Đức trong cuộc đột kích ở Scherpenberg, và Ludendorff phải chấm dứt tấn công sau 3 tuần lễ. Tuy thắng lợi vẻ vang và chiếm được không ít lãnh thổ quân Đức lại không thể chọc thủng phòng tuyến phe Hiệp Ước. Thương vong của cả hai phe đều rất cao, chừng 123.000 người. Trong chiến dịch này, quân Đức đã xóa sổ được 53 trong tổng số 61 Sư đoàn Anh.
Đây được xem là tận đánh đẫm máu nhất trong lịch sử Bồ Đào Nha, với số quân chết là 7.400 - tổn thất to lớn của quân Bồ Đào Nha chủ yếu là thuộc về Sư đoàn số 2 của Manuel Gomes de Costa - vị Tổng thống tương lai của nước này. Thắng lợi vang dội của quân Đức cũng chỉ có ý nghĩa chiến thuật mà không có ý nghĩa chiến lược, vì họ không có nguồn lực hùng hậu như phe Hiệp Ước nên mất mát của họ là không thể thay thế. Vả lại, khối Hiệp Ước vẫn còn thế mạnh vì Quân đội Hoa Kỳ đổ bộ càng nhiều lên châu Âu để tham chiến với họ. Chiến dịch này đã chứng tỏ lòng tin của Tổng thống lĩnh Ferdinand Foch vào sự ngoan cường của Quân đội Anh, dù thất bại chiến lược nặng nề nhưng đã kìm hãm được cuộc tấn công của đối phương. Sau chiến dịch Lys, Ludendorff đã tổ chức tấn công quân Pháp trong trận sông Aisne lần thứ ba.